# 丁家庄站 (济南地铁)
丁家庄站（建设时工程名为丁家东站）是济南轨道交通3号线的地铁车站，位于中华人民共和国山东省济南市历下区姚家街道工业南路与奥体西路交叉口南侧地下，2019年12月28日投入运营。西邻济南中央商务区北部，东隔济南国际会展中心。

## 车站构造
本站位于工业南路与奥体西路交叉口西侧，车站沿奥体西路西侧南北向布设。
奥体西路宽45m，工业南路宽70m。站址周边现状为诚达加油站、大辛河及跨河桥梁、济钢铁路专线、汽车4S店等，周边规划以商业、水域、绿地为主。
3号线为地下二层站，位于奥体西路以西跨工业南路南北向布设，车站南北两端均位于地块。
车站地下一层为3号线站厅层，站厅公共区位于中部，南北两侧为3号线设备区。地下二层为3号线的站台层，有效站台宽度均为14m。

## 运营
地铁3号线在22:00运营结束后，会开行4列由机场南站发往龙洞站的“大站快车”，本站为停车站，只出不进。到达本站时间分别为22:49、23:04、23:21和23:41。

## 出入口
3号线车站共设置3个出入口。
| 編號                  | 指示                                  |
| --------------------- | ------------------------------------- |
| 出口 · B              | 奥体西路与工业南路交叉口以南40米路东  |
| 出口 · C              | 奥体西路与工业南路交叉口以南150米路东 |
| 出口 · D · 升降机标志 | 奥体西路与工业南路交叉口以南150米路西 |
| 註： 設有             |                                       |

### 临近地点
- 济南国际会展中心
- 历城区人民法院
- 贤文社区卫生服务站
- 万科新街坊
- 丰奥华府
- 丁豪广场
- 银座购物广场（高新区店）
- 济南电子机械工程学校
- 济南历下区俊德实验学校
- 银座英才幼儿园
- 中国农业银行（济南东城支行）
- 中国银行（济南奥体西路支行）
- 北京银行（保利华庭社区支行）
- 国家电网（济南历城区供电公司）
- 济南乾城BYD汽车销售